# Stanisław Riess de Riesenhorst
Stanisław Riess de Riesenhorst ps. „Ryś”, „Budowniczy” (ur. 17 września 1887 w Bochni, zm. 1 sierpnia 1944 w Warszawie) – podpułkownik kawalerii Wojska Polskiego.

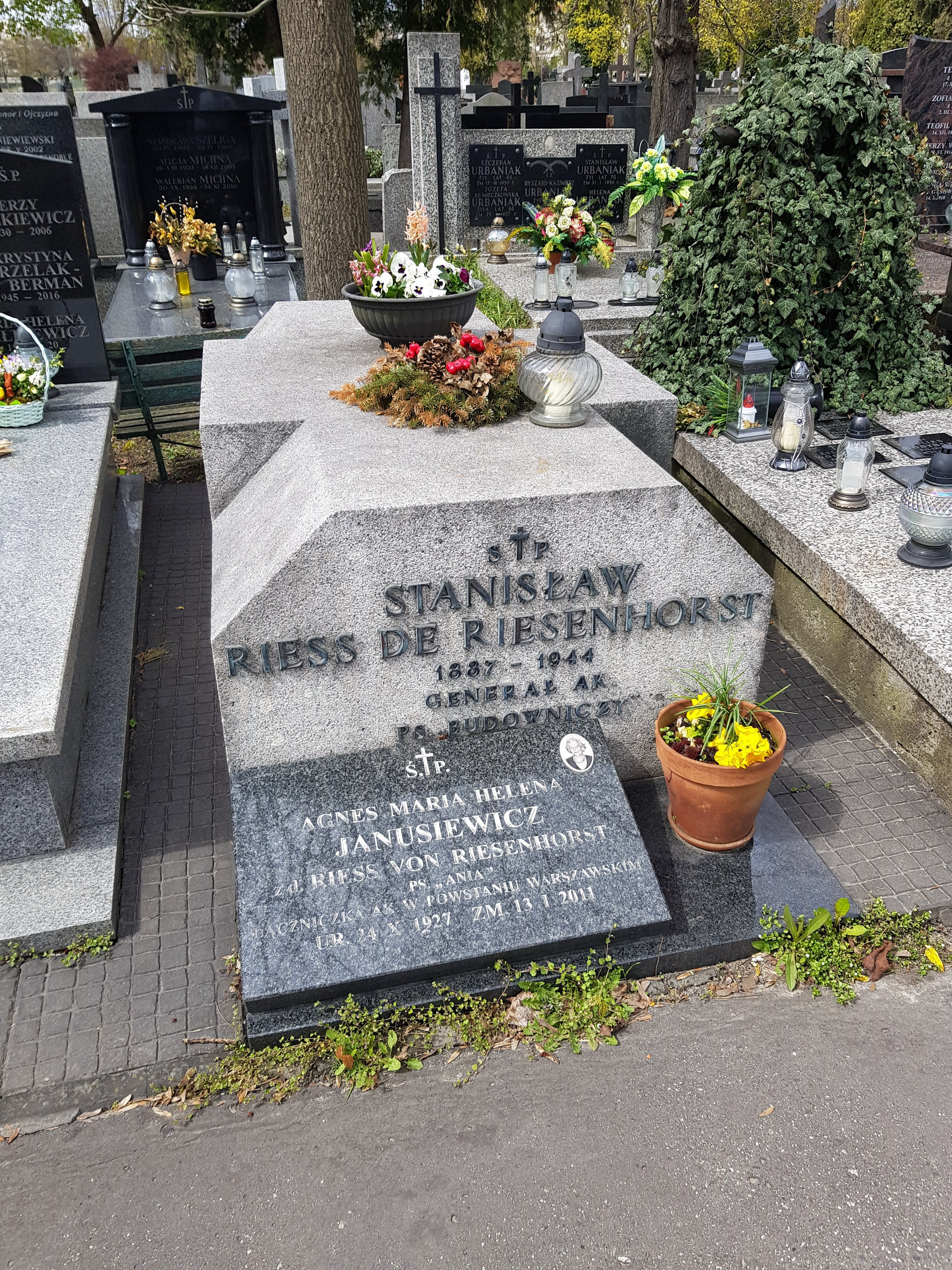
Grób pułkownika na Cmentarzu Wilanowskim

## Życiorys
Był synem Aloisa, oficera cesarskiej i królewskiej armii, i Anny z Pytlewiczów (1855–1945). Jego braćmi byli: Henryk, inżynier drogownictwa, i Witold, slawista. Porucznik adiutant sztabowy 6 pułku ułanów Witold Riess de Riesenhorst (ur. 18 lipca 1893 roku) poległ śmiercią bohaterską 29 marca 1920 roku w czasie walk nad rzeką Słucz. Pełnił wówczas służbę na stanowisku szefa sztabu IV Brygady Jazdy. 9 listopada 1920 roku został pośmiertnie awansowany na rotmistrza. 25 listopada 1920 roku został zatwierdzony w stopniu rotmistrza z dniem 1 kwietnia 1920 roku, w kawalerii, w grupie oficerów byłej armii austro-węgierskiej.
Stanisław tak jak ojciec pełnił zawodową służbę w cesarskiej i królewskiej armii. Po upadku monarchii Austro-Węgierskiej przyjęty został do Wojska Polskiego i przydzielony do 8 pułku ułanów Księcia Józefa Poniatowskiego w Krakowie. Trzykrotnie dowodził tym pułkiem (1921, 1921–1922 i 1923). 3 maja 1922 roku został zweryfikowany w stopniu podpułkownika ze starszeństwem z dniem 1 czerwca 1919 roku i 71. lokatą w korpusie oficerów jazdy (od 1924 roku – korpus oficerów kawalerii. Następnie dowodził 23 pułkiem Ułanów Grodzieńskich w Wilnie. W czerwcu 1923 roku został przydzielony do Rezerwy Oficerów Sztabowych Dowództwa Okręgu Korpusu Nr V w Krakowie. Z dniem 31 stycznia 1924 roku został przeniesiony w stan spoczynku „z powodu trwałej niezdolności do służby wojskowej stwierdzonej na podstawie superrewizji”. Mieszkał w Tarnowie przy ul. Żabińskiej 7. Dwukrotnie odznaczony Krzyżem Walecznych. W 1934 roku pozostawał w ewidencji Powiatowej Komendy Uzupełnień Warszawa Miasto III. Posiadał przydział do Oficerskiej Kadry Okręgowej Nr I z przeznaczeniem do dyspozycji dowódcy Okręgu Korpusu Nr I w Warszawie.
Po wybuchu II wojny światowej zaczął działać w konspiracji. Podczas okupacji niemieckiej pełnił funkcję oficera Oddziału II Komendy Głównej Armii Krajowej i oficera sztabu w Komendzie Okręgu Warszawa Armii Krajowej. 1 sierpnia 1944, z chwilą wybuchu powstania warszawskiego, wyznaczony został przez płk. dypl. Antoniego Chruściela ps. „Monter”, na stanowisko komendanta placu Okręgu Warszawa AK. Poległ tego samego dnia w rejonie ulicy Świętokrzyskiej i Zielnej, gdy szedł objąć powierzone mu stanowisko służbowe. Został pochowany na Cmentarzu Wilanowskim.